# Tropicale Amissa Bongo 2012
La 7.ª edición de la Tropicale Amissa Bongo tuvo lugar del 24 al 29 de abril del 2012. Esta competición organizada en Gabón, formó parte del UCI Africa Tour en categoría 2.1.

## Etapas
| Etapa    | Fecha       | Recorrido          | km    | Ganador          | Líder            |
| -------- | ----------- | ------------------ | ----- | ---------------- | ---------------- |
| 1ª etapa | 24 de abril | Fougamou-Lambanéré | 93    | Yohann Gène      | Yohann Gène      |
| 2ª etapa | 25 de abril | Lambanéré-Ndjole   | 128,6 | Nikita Umerbekov | Meron Russom     |
| 3ª etapa | 26 de abril | Franceville-Akieni | 89,4  | Thomas Voeckler  | Meron Russom     |
| 4ª etapa | 27 de abril | Mounama-bongoville | 121,6 | Tarik Chaoufi    | Anthony Charteau |
| 5ª etapa | 28 de abril | Leconi-Franceville | 98    | Yohann Gène      | Anthony Charteau |
| 6ª etapa | 29 de abril | Owendo-Libreville  | 49,8  | Fabian Schnaidt  | Anthony Charteau |